# Die Kreatur
Die Kreatur ist ein Projekt der beiden Sänger Dero Goi von Oomph! und Chris Harms von Lord of the Lost.

## Bandgeschichte
2020 verkündeten die beiden Sänger Dero Goi (Oomph!) und Chris Harms (Lord of the Lost) ein gemeinsames Projekt namens Die Kreatur ins Leben gerufen zu haben. Bereits vorher hatten die beiden jeweils einen Gastbeitrag auf dem Album der jeweilig anderen Band. So sang Chris Harms bei Europa vom Album Ritual mit, während Dero Goi im Song Abracadabra von der Bonus-CD des Albums Thornstar zu hören ist. Beide Alben wurden über die Plattenfirma Napalm Records veröffentlicht, die auch das neu gegründete Duo unter Vertrag nahmen.
Das Debütalbum Panoptikum erschien am 22. Mai 2020 über Napalm Records. Das Album enthielt eine Coverversion des NDW-Hits Der goldene Reiter von Joachim Witt. Panoptikum erreichte am 29. Mai 2020 Platz 8 der deutschen Charts sowie am 31. Mai 2020 Platz 90 der Schweizer Albencharts.

## Stil
Musikalisch ist das Duo der Neuen Deutschen Härte zuzuordnen. Die Stimmen der beiden Sänger ähneln sich in Ausdruck und Betonung.

## Diskografie
Alben
- 2020: Panoptikum (Napalm Records)